# A Son of the Sun
A Son of the Sun es un álbum de Uyama Hiroto que salió al mercado el 16 de julio de 2008. Fue lanzado en Japón bajo el sello Hydeout Recordings, siendo un álbum que trasciende los géneros de la electrónica, el hip hop y el jazz, con un estilo catalogado como Instrumental y downtempo.
Fue producido por Uyama Hiroto, masterizado por Nujabes y mezclado por ambos. La masterización fue realizada en Park Avenue Studio.

## Lista de temas
1. "81summer" (4:02)
2. "Climbed Mountain" (3:59)
3. "One Dream" (4:13)
4. "Nightwood" (3:02)
5. "Waltz For Life Will Born" (4:51)
6. "Ribbon In The Sea" (4:24) [Producido por Nujabes]
7. "Port51" (Interlude) (0:55)
8. "Carbon Rose" (3:35)
9. "Vision Eyes" (4:03) Rap [feat. Golden Boy]
10. "Fly Love Song" (3:58) Rap [feat. Pase Rock]
11. "Last Transit" (Interlude) (1:22)
12. "Stratus" (4:37)
13. "Walk In The Sunset" (5:15)
14. "Color Of Jade" (2:55)